# Arctosa testacea
Arctosa testacea är en spindelart som beskrevs av Roewer 1960. Arctosa testacea ingår i släktet Arctosa och familjen vargspindlar.
Artens utbredningsområde är Tanzania. Inga underarter finns listade i Catalogue of Life.